# Troesmis
Troesmis fue un asentamiento dacio y un castrum romano que se desarrollaría en ciudad, un importante punto en el bajo Danubio y en el sistema defensivo del Limes Moesiae. El yacimiento se halla cerca de la actual localidad de Igliţa-Turcoaia.
Es un monument istoric del Repertorio Arqueológico Nacional con el código LMI TL-I-s-A-05952.

## Historia

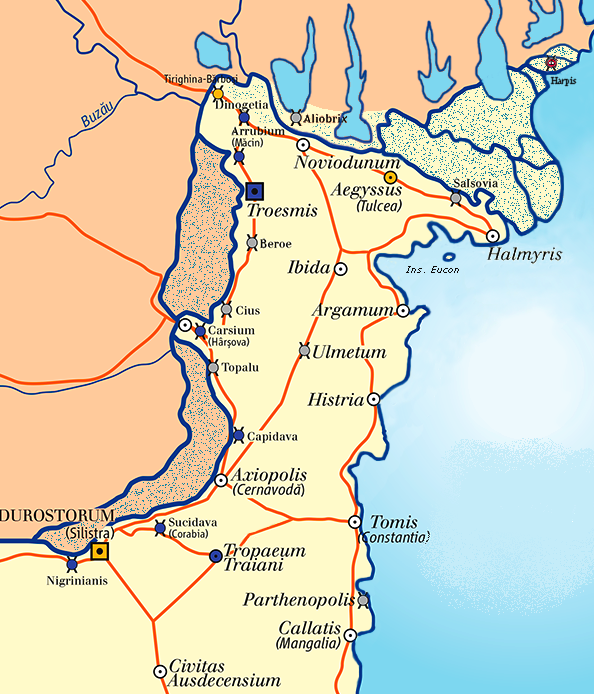
Limes Moesiae en Mesia oriental.

La antigua ciudad dacia de Troesmis fue conquistada por Lucio Pomponio Flaco en el año 15 d. C., recapturada de los getas y entregada al rey de Tracia Rescuporis II.
Tras la conquista de Trajano, se trasladó desde Oescus a la Legio V Macedonica, que ocuparía Troesmis entre 107 y 163, cuando partió a la campaña parta de Lucio Vero. Cerca de la fortaleza legionaria, crecieron dos asentamientos, las canabae y el asentamiento civil llamado Troesmis propiamente, que bajo Marco Aurelio en 175, consiguió el estatus de municipium.
En la segunda mitad del siglo III la ciudad fue destruida a causa de las invasiones godas. La ciudad y el fuerte fueron reconstruidos y Diocleciano, según la Notitia Dignitatum muestra que entre 337 y 361 tuvo acuertelada aquí la Legio II Herculia y  los milites Secondi Constantini. Sería más tarde reconstruido una vez más por Justiniano I.
Troesmis aparece en el Itinerario de Antonino, situada entre Beroe y Arrubium, atestiguando la presencia de la Legio I Iovia.
Se descubrieron restos de dos acueductos para el suministro de la ciudad.

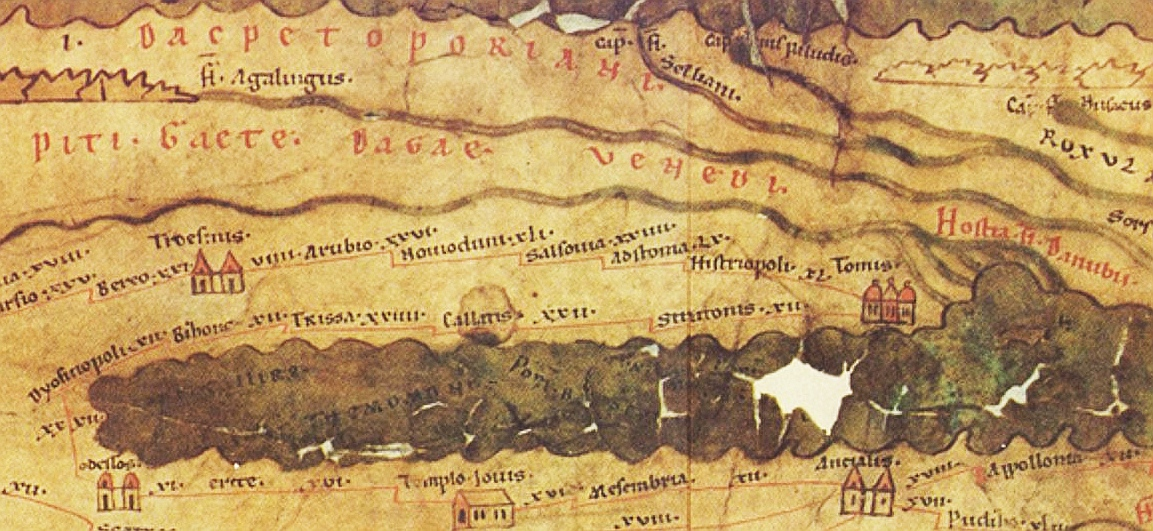
Troesmis en la Tabula Peutingeriana.

### Destrucción del yacimiento
El Imperio otomano otorgó la concesión del yacimiento al gobierno francés que envió a un equipo de arquólogos encabezado por Boissière y Ernest Desjardins, quienes encontraron 55 inscripciones latinas entre 1861 y 1867, de las cuales se llevaron 24 a Francia. Grigore Tocilescu continuó la investigación, destruyendo los muros del lugar para salvar las inscripciones. En 2011 comenzaron nuevas investigaciones.

### Recuperación de materiales epigráficos
En 2002, las autoridades rumanas, en colaboración con las británicas, lograron recuperar dos monumentos epigráficos en latín, más concretamente dos tablillas que representan tabulas de bronce que contienen las leyes del municipio de Troesmis, promulgadas durante el reinado del emperador Marco Aurelio, que habían sido robado y subastado en Londres. Las dos tabulas de bronce tienen unas dimensiones de 67 x 54 centímetros, el peso de la primera es de 26,41 kilogramos, respectivamente 59 x 50 centímetros y el peso de la segunda es de 23,60 kilogramos. Según los historiadores que analizaron los dos objetos, se trata de un importante documento escrito de la historia antigua en Rumania.
En los dos tableros, en los que se conservan partes de los capítulos XI y XXVII - XXVIII, se detallan la elección de los concejales y las condiciones que debían cumplir los candidatos a las elecciones, se menciona el nombre completo y oficial de la ciudad (municipum Marcum Aurelium Antoninum et Lucium Aurelium Commodum Augustum Troesmensium) que asegura la datación de la concesión del estatus de municipium al asentamiento urbano de Troesmis en los años 177-180 d. C., durante el reinado conjunto de los emperadores Marco Aurelio y Cómodo.

## El yacimiento
Las excavaciones han descubierto dos ciudades amuralladas, la oriental de 120 x 145 m con tres basílicas de la época de Justiniano y defendida por torres exteriores y por un vallum y un foso. La ciudad occidental, a sólo 500 m de la otra, tiene una planta trapezoidal.
La ciudad amurallada llamada más tarde oriental (siglo IV) y la occidental (bizantina) son hoy los monumentos más destacados del sitio. El robo de piedras dio como resultado que sólo quedara el núcleo de las murallas y el terreno aún muestra rastros de las extensas canteras de piedra. La antigua fortaleza legionaria cubría la mayor parte de la meseta que mira hacia el Danubio entre las dos fortalezas posteriores en las que se construyó la ciudad posterior a partir de alrededor de 175. La ciudad contaba con infraestructura municipal con un foro, curia, basílica y otros edificios seculares y sagrados.
Se han identificado dos acueductos que suministraba agua a la zona.

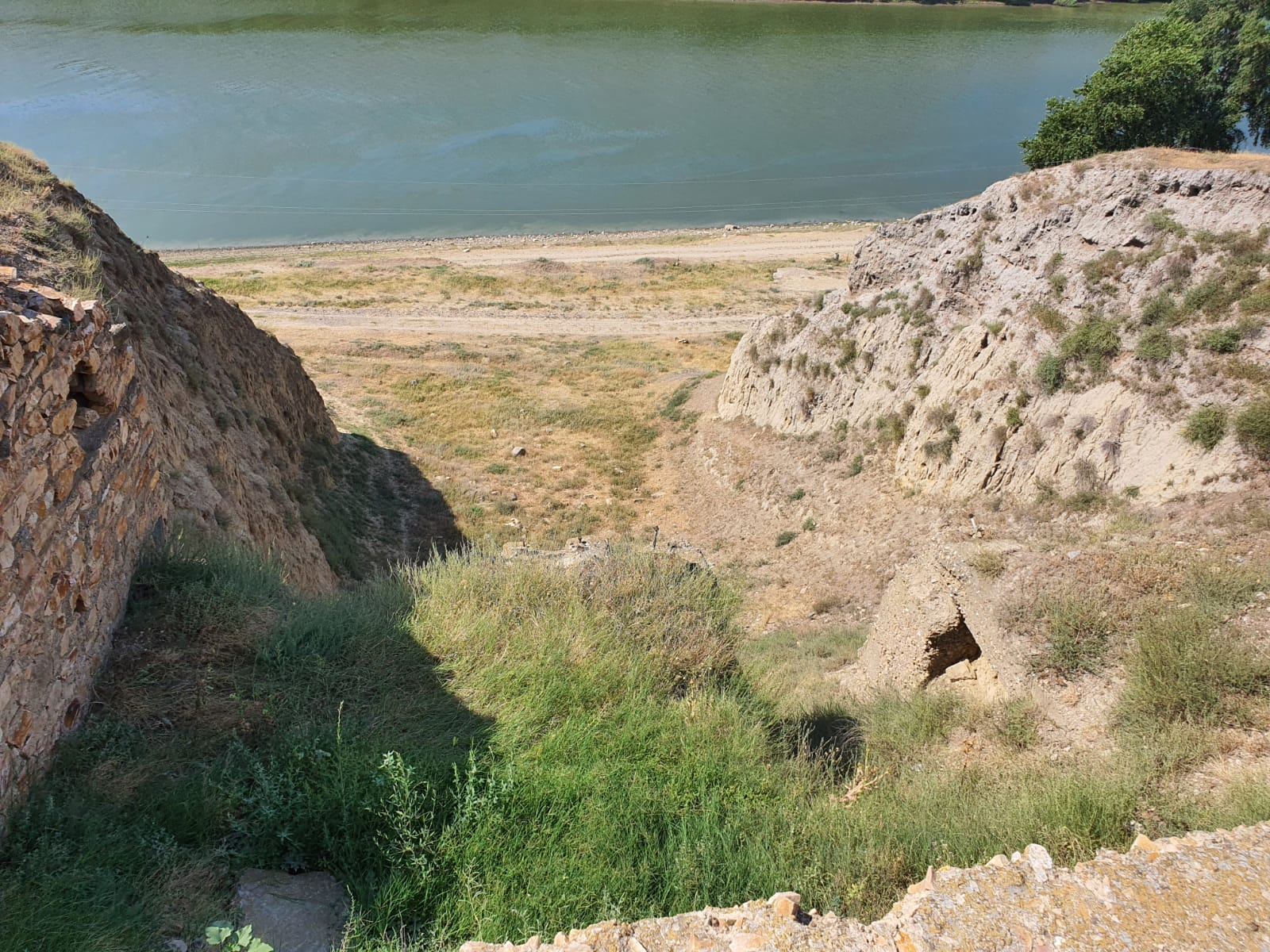
Yacimiento en 2020.
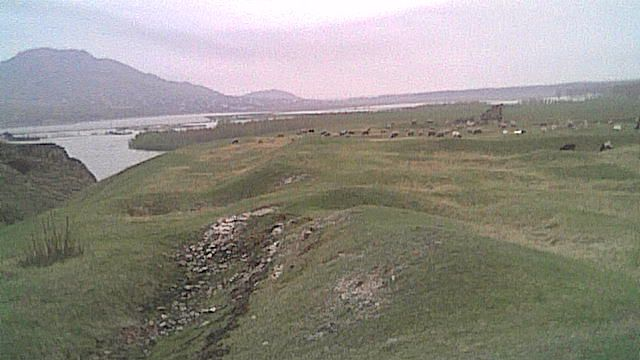
Otra imagen del yacimiento.
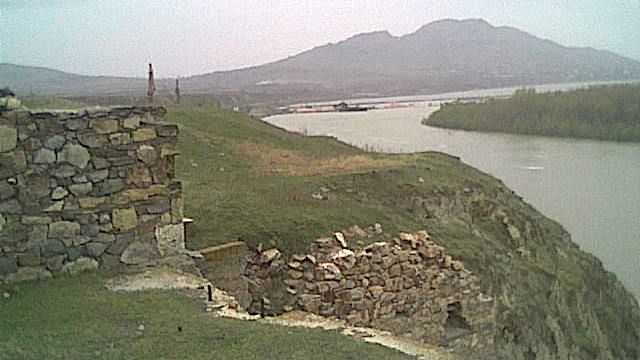
El yacimiento junto al río Danubio.